# Paul Leni
Paul Leni est un réalisateur et chef décorateur allemand, né Paul Josef Levi le 8 juillet 1885 à Stuttgart, mort à Los Angeles (Californie) le 2 septembre 1929.

## Biographie
Né dans une famille juive, Paul Leni quitte Stuttgart à l'âge de 15 ans pour s'installer à Berlin. Il veut devenir peintre, et participe aux mouvements d'avant-garde, mais, rapidement, il travaille pour le cinéma. Dès 1910, ses talents de plasticien sont reconnus ; jusqu'à sa mort, il sera décorateur aussi bien dans ses films que dans ceux réalisés par d'autres cinéastes réputés.
Il se lance dans la réalisation en 1916, mais c'est à partir de 1921 qu'il accède à la notoriété avec Escalier de service (Hintertreppe), et qu'il devient une figure importante du cinéma expressionniste et du Kammerspiel. En 1924, il réalise Le Cabinet des figures de cire (Das Waschsfigurenkabinett), que l'historien Georges Sadoul décrit comme « le chant du cygne expressionniste ».

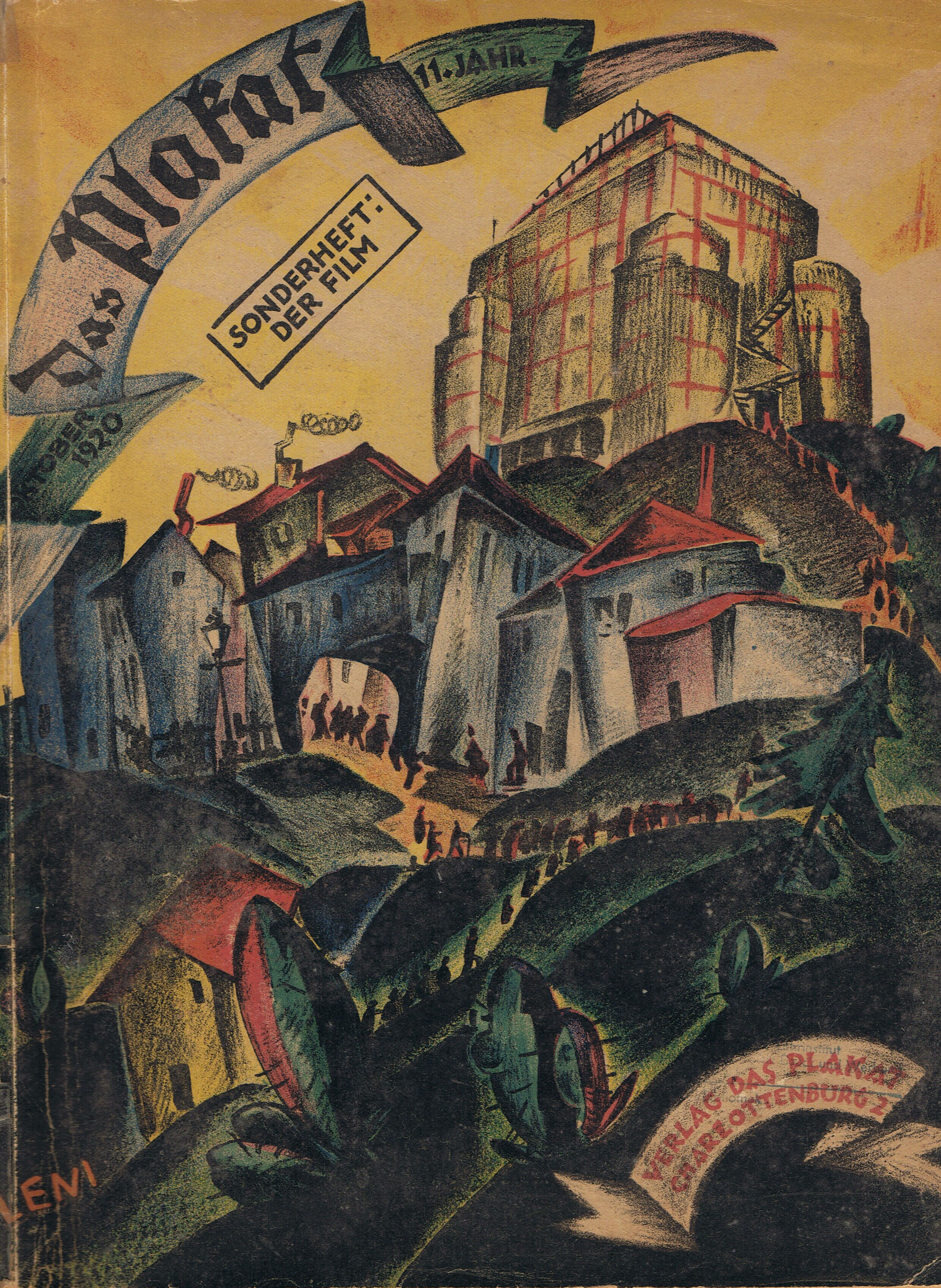
Couverture du magazine Das Plakat, octobre 1920, par Paul Leni.

En 1926, sollicité par le producteur Carl Laemmle, patron de la Universal Pictures, Leni devient un des premiers réalisateurs allemands à rejoindre Hollywood. Il y réalise quatre films, tous pour Universal. Le premier, en 1927, est La Volonté du mort (The Cat and the Canary). Inspiré d'une pièce de John Willard, le film, qui alterne épouvante et humour, connaît un grand succès. La même année, Leni dirige The Chinese Parot, une aventure du détective Charlie Chan qui semble aujourd'hui perdue. En 1928, Leni présente L'Homme qui rit (The Man who Laughs), adaptation réussie du roman de Victor Hugo dans laquelle Conrad Veidt incarne le personnage principal. Enfin, en 1929, il réalise son dernier film Le Dernier Avertissement (The Last Warning), une comédie policière ayant pour cadre un théâtre à l'abandon.
Paul Leni, malade, veut retourner en Europe, mais il est emporté par une septicémie le 2 septembre 1929.

## Filmographie partielle
Réalisateur
- 1916 : Das Tagebuch des Dr. Hart
- 1917 : Prima Vera
- 1917 : Dornröschen
- 1918 : Das Rätsel von Bangalor
- 1919 : Die platonische Ehe
- 1919 : Prinz Kuckuck
- 1920 : Patience. Die Karten des Todes
- 1921 : Die Verschwörung zu Genua
- 1921 : Escalier de service (Hintertreppe)
- 1924 : Le Cabinet des figures de cire (Das Wachsfigurenkabinett)
- 1925 : Rebus Film (huit courts métrages)
- 1927 : La Volonté du mort (The Cat and the Canary)
- 1927 : Le Perroquet chinois (The Chinese Parrot) d'après le roman d'Earl Derr Biggers
- 1928 : L'Homme qui rit (The Man Who Laughs)
- 1929 : Le Dernier Avertissement (The Last Warning)

Décorateur
- 1917 : Der Ring der Giuditta Foscari d'Alfred Halm
- 1939 : La Maison de l'épouvante (The House of Fear) de Joe May

## Source
- Freddy Buache, « Paul Leni », Anthologie du cinéma, mars 1968.